# Val Müstair
Val Müstair (en alemán Münstertal, en italiano Val Monastero) es una comuna suiza del cantón de los Grisones, situada en la Región de Engiadina Bassa/Val Müstair, en el valle de la Engadina. Limita al norte con las comunas de Scuol y Tubre (IT-BZ), al este con Prato allo Stelvio (IT-BZ) y Stelvio (IT-BZ), al sur con Bormio (IT-SO), al suroeste y oeste con Valdidentro (IT-SO), y al noroeste con Zernez y Tarasp.
La comuna es el resultado de la fusión el 1 de enero de 2009 de las antiguas comunas de Fuldera, Lü, Müstair, Santa Maria Val Müstair, Tschierv y Valchava.
La población se caracteriza por una cantidad significativa de hablantes del dialecto bajo engadino del romanche; el mismo se enseña como lengua escolar. Una variante popular que todavía se utiliza es el Jauer.